# Credit Mobilier of America
Le Crédit mobilier of America était une compagnie financière chargée du financement de la construction du Premier chemin de fer transcontinental des États-Unis, au nom de l'Union Pacific Railway. Imaginé et conçu sur le modèle du Crédit mobilier français, il sombra dans un scandale national en 1872, deux ans après l'achèvement de la liaison entre les deux océans.

## Histoire
Lors de la construction du Premier chemin de fer transcontinental, les propriétaires des deux compagnies ferroviaires durent assurer leurs propres profits avec des arrangements véreux et les caisses noires utilisées pour corrompre des fonctionnaires du gouvernement. Ce dernier accordait des subventions et donnait aux compagnies les terrains le long des voies, leur permettant de revendre ces terres à des immigrants à des prix sacrifiés. La participation de nombreux groupes spéculatifs entraîne une vaste corruption et des trafics d'influence.
Le tandem à la tête du Crédit mobilier of America se composait de George Francis Train et Thomas Clark Durant (1820–1885). Le Crédit mobilier of America collectait toutes les recettes et le produit des émissions d'actions et d'obligations, ainsi que les subventions et ventes de terre, ce qui en faisait le coffre-fort de la société.Révélé par le  journaliste Charles Adams, du New York Sun, le scandale fit baisser fortement les actions de l'Union Pacific Railway puis l'entraîne dans la faillite.
Selon l'historien Richard White, le système de corruption mis en place a « attiré des douzaines de membres du Congrès, un secrétaire au Trésor, deux vice-présidents, un important candidat présidentiel, et un président potentiel, ce qui a provoqué un scandale dont il est question au cours de quatre élections présidentielles »[réf. nécessaire].